# Chircăieștii Noi
Chircăieștii Noi è un comune della Moldavia situato nel distretto di Căușeni di 1.640 abitanti al censimento del 2004

## Località
Il comune è formato dall'insieme delle seguenti località: (popolazione 2004)
- Chircăieștii Noi (1.084 abitanti)
- Baurci (556 abitanti)